# Edward Douglass White
Pour son père, voir Edward Douglass White (senior).
Pour les articles homonymes, voir White.
Edward Douglass White, Jr., né le 3 novembre 1845 à Thibodaux et mort le 19 mai 1921 à Washington, est un juge et homme politique américain.
Sénateur au Sénat des États-Unis pour la Louisiane (1891-1894), il a été juge assesseur de la Cour suprême des États-Unis (1894-1910) et juge en chef des États-Unis (1910-1921).
Il est aussi connu pour la doctrine légale « Rule of reason (en) » interprétant le Sherman Antitrust Act (droit de la concurrence).
Il est le fils d'Edward Douglass White.